# Estació de Salàs de Pallars
Salàs de Pallars és una estació ferroviària de FGC situada a la població de Salàs de Pallars, a un quilòmetre de la vila, a la comarca del Pallars Jussà. L'estació es troba a la línia Lleida - la Pobla de Segur per on circulen trens de la línia RL2 amb destinació la Pobla de Segur. També trens turístics sota el nom comercial del Tren dels Llacs. L'edifici és una obra de Salàs de Pallars (Pallars Jussà) protegida com a Bé Cultural d'Interès Local.
Segons el Pla Territorial de l'Alt Pirineu i Aran el tram entre Balaguer i la Pobla té una consideració regional «que dona servei a una població quantitativament modesta i a una demanda de mobilitat obligada molt feble».
L'any 2016 va registrar l'entrada de menys de 1.000 passatgers.

## Història
La línia de Lleida-La Pobla de Segur forma part d'un projecte frustrat que era el ferrocarril internacional Lleida-Saint Girons. El Pallars, zona de difícil accés, lluita entre 1856 i 1951 per l'arribada del tren per establir comunicacions amb altres indrets i poder mantenir la seva economia. L' estació es va construir a 2 km del poble i va entrar en servei l'any 1951 quan es va obrir el tram entre Tremp (1950) i la Pobla.
L'obra va costar molt de dur a terme, durant la Guerra Civil de 1936 les obres es paralitzen i entre tant els túnels s'utilitzen com a polvorins. Amb la dictadura de Franco s'acaben les obres i el tren arriba al Pallars. Inicialment l'estació de Salàs només té autorització pel transport de viatgers, no es permet l'ús per a mercaderies. Posteriorment també s'usa per la càrrega i descàrrega de mercaderies. L'edifici de passatgers manté el funcionament fins a finals de la dècada de 1970.
A partir de març de 2001 es construeix un baixador mes a prop del nucli, a 400m del poble. L'estació original queda fora de servei i es desmunten les vies desviades.Actualment aquest baixador és una parada facultativa, que cal sol·licitar al cap de tren per tal que el comboi hi pari. De la mateixa manera, i a la inversa, el tren només s'hi atura si hi ha passatgers esperant-ne l'arribada.

## Serveis ferroviaris
| Línia Lleida - la Pobla de Segur de FGC |       |       |                   |                        |
| Procedència/Destinació                  | <     | Línia | >                 | Procedència/Destinació |
| Lleida Pirineus                         | Tremp |       | La Pobla de Segur | La Pobla de Segur      |

## Edifici
L'edifici de l'estació original de 1951 te la protecció com a bé cultural d'interès local compren a més de l'edifici de passatgers, altres edificis annexos, el traçat ferroviari i la resta d'obres com poden ser els diferents ponts. L'estació és del mateix tipus que les de Palau, Tremp i la Pobla de Segur, construïda a mitjans de segle xx.
És de dues plantes, amb un cos central que sobresurt en davant, coberta de teula a quatre vessants, arrebossada i emblanquinada, amb zones de la planta baixa fetes de pedra groga de la comarca treballada a cop d'escarpa, que es troba a les finestres. L'edifici necessita una rehabilitació. Salvant els diferents barrancs que hi ha, es troba el pont del Solà, al límit de la Pobla de Segur amb 20m de llum, el pont de la Solana, en un indret que hi han hagut diferents ponts al llarg de la història amb 50m de llum i el Pont de Sant Pere de 25m de llum.